# Friedrich Wilhelm Wencke

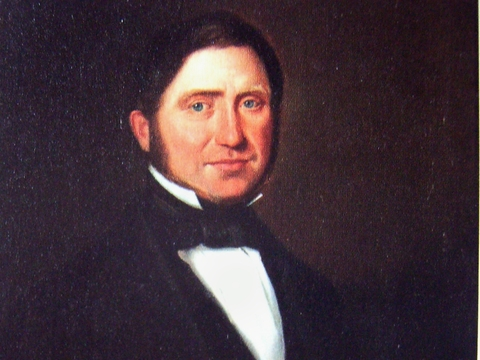
Friedrich Wilhelm Wencke

Friedrich Wilhelm Wencke (* 30. Oktober 1806 in Bremen; † 10. März 1859 in Bremerhaven) war ein deutscher Schiffbauunternehmer und Reeder in Bremerhaven. 1833 errichtete er eine Werft an der Geeste.

## Biografie
Friedrich Wilhelm Wencke war der ältere Sohn des Schiffbaumeisters Friedrich Wencke (1779–1865) und dessen Frau Maria Catharina, geb. Wultzen (1780–1834), die beide aus Bremen stammten und dort 1804 geheiratet hatten. Sein jüngerer Bruder Bernhard Wencke (1814–1881) war der Inhaber einer Werft in Bremen und später eines Trockendocks und Reeder in Hamburg.
Wencke wurde wie sein Vater Schiffszimmerer. 1833 gelang es Wencke, nach erfolglosen Verhandlungen seines Vaters mit der Bremerhaven-Deputation der Bremischen Bürgerschaft einen Pachtvertrag über ein Grundstück am rechten Geesteufer in Bremerhaven abzuschließen, auf dem Wencke noch im selben Jahr die erste Werft in Bremerhaven gründete. 1835 entstand dort das erste in Bremerhaven gebaute Seeschiff, die Brigg Wilhelm Ludwig, 1841 der erste deutsche Seeraddampfer Manchester. Um 1845/46 wurde auf dem Werftgelände das Wencke Dock als Doppeldock in Betrieb genommen. Von 1835 bis 1866 baute die Werft 27 Segelschiffe für den Fischfang und für die Frachtfahrt.
Wencke war mit der Kapitänstochter Gesine Wencke (geb. Schilling; 1807–1866) verheiratet; beide hatten sieben Kinder. Die Familie wohnte in ihrem Stadthaus am Hafen und seit 1854 auch in dem nördlich von Bremerhaven gelegenen Langen im heutigen Landkreis Cuxhaven, wo sie den repräsentativen Landsitz Friedrichs-Ruh bezogen. Angeblich soll Verärgerung über vom Bremer Senat abgelehnte Erweiterungspläne der Grund für den Umzug gewesen sein. 1856 konnte Wencke das bis dahin nur gepachtete Gewerbegrundstück kaufen und in der Folgezeit erweitern. 1860 war die Umgestaltung des nun in Stein gefassten Trockendocks abgeschlossen. Des Weiteren betrieb Wencke eine Reederei, als Heimathafen seiner Schiffe erschien Langen (Kreis Lehe).
1859 starb Wencke mit 52 Jahren in Bremerhaven. Er wurde auf dem Friedhof in Lehe beerdigt. Sein Nachlass befindet sich im Historischen Museum Bremerhaven, dessen Sammlung auch Porträtgemälde von Wencke und seiner Frau (um 1840) enthält, und der Hamburger Stiftung Familie Wencke.
Das Unternehmen führten nach Wenckes Tod seine Witwe Gesine Wencke und der Schwiegersohn Friedrich Wilhelm Albert Rosenthal weiter. Für August Petermanns Polarexpedition stellte Rosenthal ab 1866 die Dampfer Bienenkorb und Albert zur Verfügung. Anfang 1873 übergab er die Führung dem Schiffbaumeister Johann Wilhelm Heinrich Baars bis Wenckes Sohn, Nicolaus Diedrich Wencke im Sommer 1881 das Unternehmen übernahm.
Auf der Werft entstand 1885 der erste Fischdampfer – die Sagitta – für die Geestemünder Reederei von Friedrich Busse. In den späteren Jahren gelang der Werft aber nicht die Umstellung auf den Stahlschiffbau und sie musste 1900 Konkurs anmelden und wurde von der Seebeckwerft übernommen. Das Dock der ehemaligen Wencke-Werft wurde bis 1945 von anderen Unternehmen genutzt und dann mit Trümmerschutt gefüllt; die Mauern sind noch heute sichtbar.
Eine Enkeltochter von Friedrich Wilhelm und Gesine Wencke war die Worpsweder Kunstmalerin Sophie Wencke-Meinken (1874–1963).

## Literatur

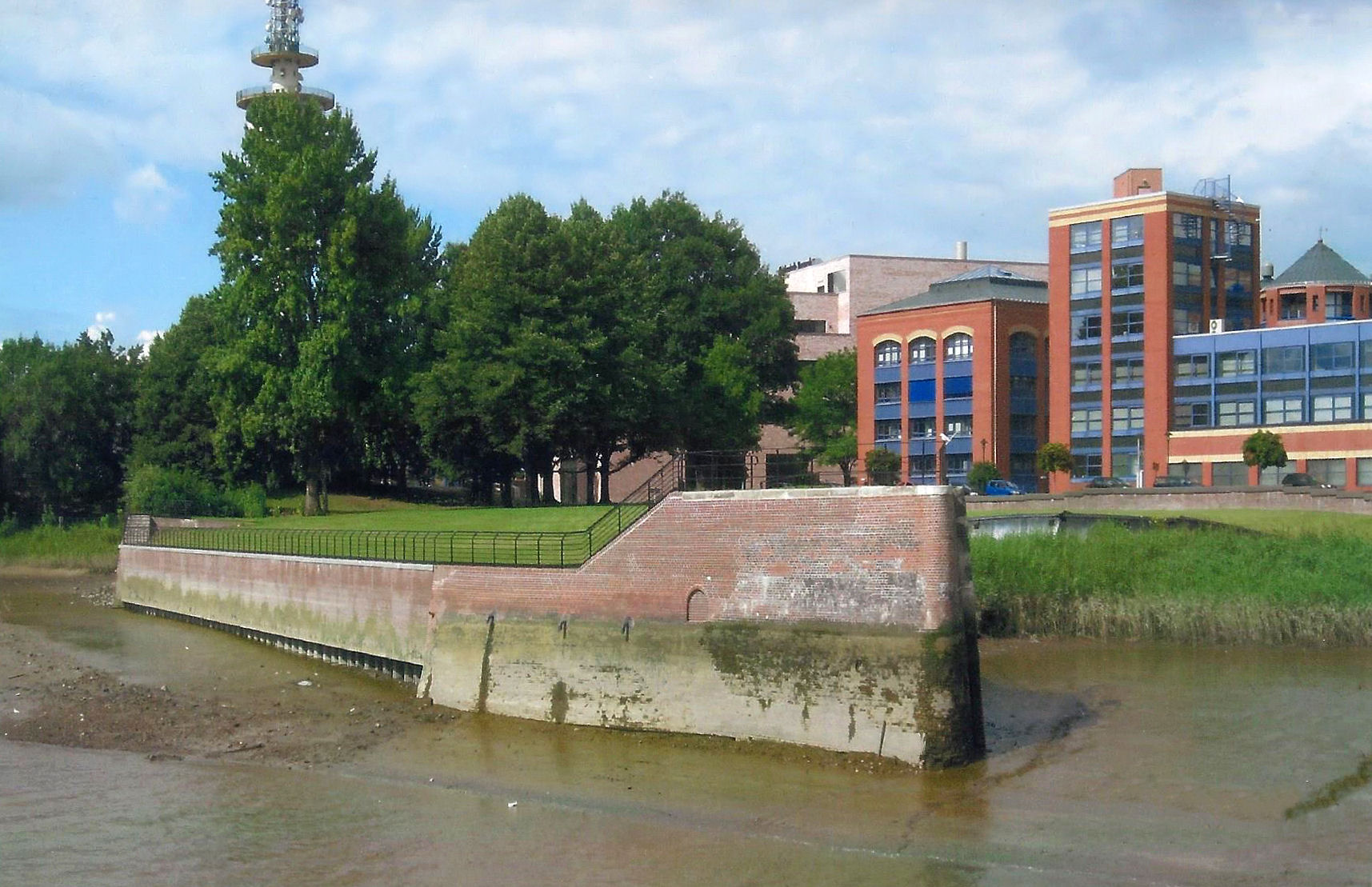
Wencke-Dock an der Geeste (2013)